# Sphinx unicolor
Sphinx unicolor är en fjärilsart som beskrevs av Tutt 1904. Sphinx unicolor ingår i släktet Sphinx och familjen svärmare. Inga underarter finns listade i Catalogue of Life.